# Natália Silva
Natália da Silva (Pingo-d'Água, Minas Gerais; 3 de febrero de 1997) es una artista marcial mixta brasileña que compite en la división de peso mosca del Ultimate Fighting Championship. Al 6 de febrero de 2024, ocupa el puesto número 7 en la clasificación de peso mosca femenino de UFC.

## Primeros años
Natália Silva nació en Pingo-d'Água, un pequeño pueblo cerca de Ipatinga, Brasil, y comenzó su andadura en las artes marciales a los 16 años, inicialmente a través del taekwondo en un proyecto social voluntario. Su pasión por la competencia creció, lo que la llevó a hacer la transición a las MMA después de una primera invitación a pelear de amigos a la edad de 18 años. Este cambio le permitió descubrir su verdadero potencial, conectarse con compañeros luchadores y, finalmente, la llevó al mundo de la lucha profesional. Su camino finalmente se cruzó con Jungle Fight, lo que le abrió las puertas para seguir luchando como carrera.

## Carrera de artes marciales mixtas

### Carrera temprana
Al comenzar su carrera sabiendo principalmente taekwondo, Silva tuvo problemas con su transición a MMA, perdiendo un par de sus primeros combates por no saber nada de lucha. En 2017, Silva fue invitada por Carlos Borracha a pelear para Jungle Fight, quien generosamente le ofreció tanto un gimnasio para entrenar como un lugar para vivir. Sin embargo, no fue hasta 2019 que Silva tuvo su primera oportunidad por el cinturón de peso mosca en Jungle Fight.
Enfrentándose a Gabi Marçal, Silva consiguió una victoria en el primer asalto mediante una sumisión, ejecutando un hábil golpe y realizando una transición perfecta a un bloqueo de brazo en el suelo.
Posteriormente, la luchadora minera de Minas Gerais tuvo la tarea de defender su cinturón de campeona ante Joice Mara. Con solo unos segundos restantes en el cuarto asalto, logró la victoria una vez más, empleando una sumisión con llave de brazo para asegurar la victoria.

### Ultimate Fighting Championship
Silva firmó con UFC en 2020, sin embargo su debut se retrasó luego de sufrir una fractura en el brazo y varias complicaciones y otras lesiones.
Silva hizo su debut con la promoción el 18 de junio de 2022 en UFC on ESPN: Kattar vs. Emmett contra Jasmine Jasudavicius, derrotándola por decisión unánime.
En su segunda actuación con la promoción, Silva se enfrentó a Tereza Bledá el 29 de noviembre de 2022 en UFC Fight Night: Nzechukwu vs. Cuțelaba, ganando la pelea por nocaut técnico debido a una patada giratoria hacia atrás y un golpe en el tercer asalto. Con esta victoria, Silva obtuvo su primer bono por Actuación de la Noche.
Silva se enfrentó a Victoria Leonardo el 20 de mayo de 2023 en UFC Fight Night 223. Ella ganó la pelea por nocaut técnico en el primer asalto.
Silva se enfrentó a su primer oponente clasificado en Andrea Lee en UFC 292 el 19 de agosto de 2023. Ganó la pelea por decisión unánime.
Silva, en su cumpleaños, se enfrentó a Viviane Araújo el 3 de febrero de 2024, en UFC Fight Night 235. Ella ganó la pelea por decisión unánime.

## Campeonatos y logros
- Ultimate Fighting Championship
  - Actuación de la Noche (una vez) vs. Tereza Bledá[10]
- Jungle Fight
  - Campeonato de peso mosca femenino Jungle Fight (una vez)
    - Una defensa exitosa

## Récord de artes marciales mixtas
| Récord profesional | Récord profesional | Récord profesional |
| 25 peleas          | 19 victorias       | 5 derrotas         |
| ------------------ | ------------------ | ------------------ |
| Nocaut             | 5                  | 1                  |
| Sumisión           | 7                  | 2                  |
| Decisión           | 6                  | 2                  |
| Descalificación    | 1                  | 0                  |
| Empate             | 1                  | 1                  |

| Resultado | Récord | Oponente                | Método                            | Evento                                      | Fecha                    | Ronda | Tiempo | Localización          | Notas                                                          |
| --------- | ------ | ----------------------- | --------------------------------- | ------------------------------------------- | ------------------------ | ----- | ------ | --------------------- | -------------------------------------------------------------- |
| Victoria  | 19–5–1 | Alexa Grasso            | Decisión (unánime)                | UFC 315                                     | 10 de mayo de 2025       | 3     | 5:00   | Montreal              |                                                                |
| Victoria  | 18–5–1 | Jéssica Andrade         | Decisión (unánime)                | UFC Fight Night: Burns vs. Brady            | 7 de septiembre de 2024  | 3     | 5:00   | Las Vegas, Nevada     |                                                                |
| Victoria  | 17–5–1 | Viviane Araújo          | Decisión (unánime)                | UFC Fight Night: Dolidze vs. Imavov         | 3 de febrero de 2024     | 3     | 5:00   | Las Vegas, Nevada     |                                                                |
| Victoria  | 16–5–1 | Andrea Lee              | Decisión (unánime)                | UFC 292                                     | 19 de agosto de 2023     | 3     | 5:00   | Boston, Massachusetts |                                                                |
| Victoria  | 15–5–1 | Victoria Leonardo       | TKO (golpes y patada a la cabeza) | UFC Fight Night: Dern vs. Hill              | 20 de mayo de 2023       | 1     | 2:58   | Las Vegas, Nevada     |                                                                |
| Victoria  | 14–5–1 | Tereza Bledá            | TKO (patada giratoria y golpes)   | UFC Fight Night: Nzechukwu vs. Cuțelaba     | 19 de noviembre de 2022  | 3     | 1:27   | Las Vegas, Nevada     | Actuación de la noche.                                         |
| Victoria  | 13–5–1 | Jasmine Jasudavicius    | Decisión (unánime)                | UFC on ESPN: Kattar vs. Emmett              | 18 de junio de 2022      | 3     | 5:00   | Dallas, Texas         |                                                                |
| Victoria  | 12–5–1 | Joice Mara              | Sumisión (armbar)                 | Jungle Fight 100                            | 28 de diciembre de 2019  | 4     | 3:22   | Manaos                | Defendiendo el campeonato de peso mosca femenino Jungle Fight. |
| Victoria  | 11–5–1 | Gabriela Marçal         | Sumisión (armbar)                 | Jungle Fight 96                             | 19 de octubre de 2019    | 1     | 0:40   | Belo Horizonte        | Ganó el campeonato de peso mosca femenino Jungle Fight.        |
| Victoria  | 10–5–1 | Raquel Santiago         | Sumisión (rear-naked choke)       | Fight Club MMA 10                           | 8 de junio de 2019       | 1     | 0:40   | Montes Claros         |                                                                |
| Victoria  | 9–5–1  | Kênia Santana           | Sumisión (armbar)                 | Jungle Fight Qualifying: Quinto Fight Night | 6 de octubre de 2018     | 1     | 1:55   | Contagem              |                                                                |
| Victoria  | 8–5–1  | Ingritt Silva           | Sumisión (armbar)                 | Fight Club MMA 6                            | 12 de mayo de 2018       | 2     | 1:55   | Montes Claros         |                                                                |
| Victoria  | 7–5–1  | Raquel Santiago         | Sumisión (armbar)                 | Fight Club MMA 5                            | 10 de marzo de 2018      | 1     | 1:04   | Bocaiuva              |                                                                |
| Derrota   | 6–5–1  | Marina Rodriguez        | Decisión (unánime)                | Thunder Fight 14                            | 16 de diciembre de 2017  | 3     | 5:00   | São Paulo             | Regresó al peso paja.                                          |
| Victoria  | 6–4–1  | Tarciara Santos         | Sumisión (armbar)                 | Jungle Fight 92                             | 30 de septiembre de 2017 | 1     | 2:38   | Belo Horizonte        | Regresó al peso paja.                                          |
| Victoria  | 5–4–1  | Simone Almeida da Silva | Decisión (unánime)                | Vegas Fight Night                           | 18 de marzo de 2017      | 3     | 5:00   | Betim                 |                                                                |
| Victoria  | 4–4–1  | Carolina Oliveira       | TKO (golpes)                      | Patao Combat MMA 1                          | 17 de diciembre de 2016  | 1     | 3:32   | Manhuaçu              |                                                                |
| Derrota   | 3–4–1  | Daiane Firmino          | Decisión (unánime)                | Batalha MMA 4                               | 19 de noviembre de 2016  | 3     | 5:00   | São Paulo             | Debut en peso mosca.                                           |
| Victoria  | 3–3–1  | Gabriela Souza          | TKO (golpes)                      | Spartacus HCC: Champions Challenge          | 2 de julio de 2016       | 2     | 2:40   | Ibatiba               |                                                                |
| Empate    | 2–3–1  | Juliana Costa           | Empate (unánime)                  | BH Sparta 8                                 | 15 de abril de 2016      | 3     | 5:00   | Belo Horizonte        |                                                                |
| Victoria  | 2–3    | Juliana Costa           | KO (puñetazo)                     | Balloutta Combat MMA                        | 16 de enero de 2016      | 1     | 3:55   | Lajinha               |                                                                |
| Derrota   | 1–3    | Elaine Leal             | Sumisión (rear-naked choke)       | Ratinho Fighting Championship 2             | 19 de septiembre de 2015 | 1     | 2:50   | Caratinga             |                                                                |
| Derrota   | 1–2    | Elaine Leal             | Sumisión (armbar)                 | BH Fight: A Balada                          | 29 de agosto de 2015     | 1     | 2:00   | Belo Horizonte        |                                                                |
| Victoria  | 1–1    | Carolina Oliveira       | Descalifación (codazos ilegales)  | Combat Night Fight 2                        | 8 de agosto de 2015      | 1     | 4:26   | Janaúba               |                                                                |
| Derrota   | 0–1    | Kenya Miranda           | TKO (golpes)                      | Fire Cage Super Fight Night 1               | 25 de abril de 2015      | 2     | 3:26   | Montes Claros         | Debut en peso paja.                                            |